# 胡氏荣茶
胡氏荣茶，是中华人民共和国山西省晋中市寿阳县的著名茶叶品牌、三晋老字号。

## 沿革
山西寿阳胡氏是当地著名的茶商，最早由胡缯、胡盛、胡德三兄弟筹资运输贩卖茶叶，之后世代从事茶叶贸易。道光末年（1848年）形成品牌，由胡氏姻亲、大学士兼军机大臣、三代帝师祁寯藻亲题“胡氏荣茶”，因此声名大振。其后人胡萍萍考察中国各地茶山，选择云南景谷傣族彝族自治县半坡乡作为胡氏荣茶的制茶原料基地。2019年5月，山西省商务厅公示了首批“三晋老字号”名单，其中包括山西胡氏荣茶健康茶产业有限公司的“胡氏荣茶”通过审核进行公示。